# Verndale (Minnesota)
Verndale es una ciudad ubicada en el condado de Wadena en el estado estadounidense de Minnesota. En el Censo de 2010 tenía una población de 602 habitantes y una densidad poblacional de 238,15 personas por km².

## Geografía
Verndale se encuentra ubicada en las coordenadas 46°23′49″N 95°0′40″O / 46.39694, -95.01111. Según la Oficina del Censo de los Estados Unidos, Verndale tiene una superficie total de 2.53 km², de la cual 2.53 km² corresponden a tierra firme y (0%) 0 km² es agua.

## Demografía
Según el censo de 2010, había 602 personas residiendo en Verndale. La densidad de población era de 238,15 hab./km². De los 602 habitantes, Verndale estaba compuesto por el 94.35% blancos, el 0% eran afroamericanos, el 1% eran amerindios, el 0.17% eran asiáticos, el 0% eran isleños del Pacífico, el 1.5% eran de otras razas y el 2.99% pertenecían a dos o más razas. Del total de la población el 2.66% eran hispanos o latinos de cualquier raza.